# 동티모르 집단학살
동티모르 집단학살은 신질서 (인도네시아) 체제에서 인도네시아 정부에 의해 인도네시아의 동티모르 점령 기간 동안 동티모르 주민들에게 벌어진 집단학살이다. 주민 1/4이 사망했다. 특히 악명높은 학살은 1991년 벌어진 산타크루즈 학살이다.
1. ↑  https://www.yna.co.kr/view/AKR20190724090800104